# Standing Rules of the Senate

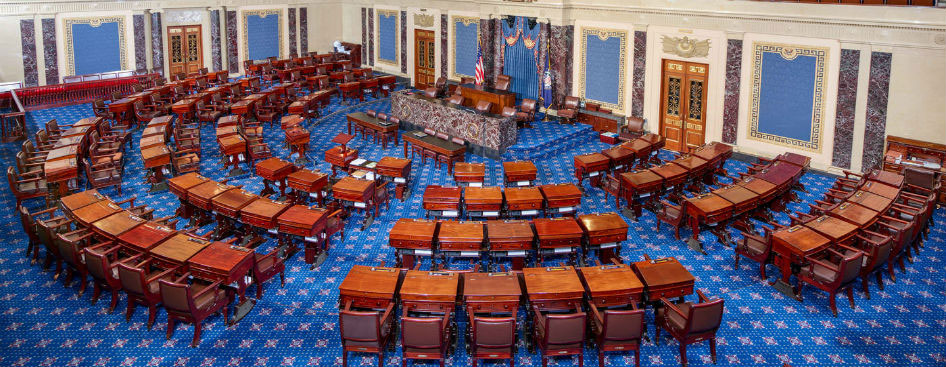
Senatens kammare inne i Kapitolium.

Standing Rules of the Senate är den uppsättning av regler, förutom vad som framgår i USA:s konstitution och federal lagstiftning, utgör de stadgar som styr arbetsordningen för USA:s senat. Förutom de skriva reglerna finns även en oskriven sedvanerätt med lägre ställning.

## Bakgrund
Senatens rätt att utfärda sina egna regler härleds från konstitutionens första artikel femte sektion som föreskriver att: "Varje hus får bestämma reglerna för sitt beslutsförfarande" (engelska: Each House may determine the rules of its proceedings). Konstitutionen fastställer även att en enskild ledamot (senator) får avskiljas från uppdraget om två tredjedelar av samtliga ledamöter (senatorer) röstar för det, något som sällan skett. Enbart 15 senatorer har kastats ut (engelska: expulsion), varav 14 av dessa var under amerikanska inbördeskriget för att dessa stödde Amerikas konfedererade stater (Sydstaterna).
Det finns 44 regler (numreras med romerska siffror) och den senaste revisionen ägde rum 2013, vilket bland annat begränsade rätten för senatorer att förhala genom filibuster när senaten har att ge "råd och samtycke" till presidentens utnämningar om den finns en enkel majoritet. Filibuster kan dock förfarande användas för att förhala lagstiftning och kräver 60 senatorer för att tvångsavslutas (engelska: cloture). Reglerna publiceras även i Senate Manual, som även innehåller historiska dokument och statistisk information och som vanligen ges ut under den andra sessionen för varje kongress.